# Villaviciosa
Villaviciosa – gmina w Hiszpanii, w prowincji Asturia, w Asturii, o powierzchni 276,23 km². W 2011 roku gmina liczyła 14 989 mieszkańców.